# Iwan Ignatjewitsch Jakubowski
Iwan Ignatjewitsch Jakubowski (russisch Иван Игнатьевич Якубовский, wiss. Transliteration Ivan Ignat'evič Jakubovskij; * 25. Dezember 1911jul. / 7. Januar 1912greg. in Saizewo bei Gorki, Gouvernement Mogiljow (heute Belarus); † 30. November 1976 in Moskau) war Marschall der Sowjetunion und Oberkommandierender der Vereinten Streitkräfte des Warschauer Paktes.

## Biografie

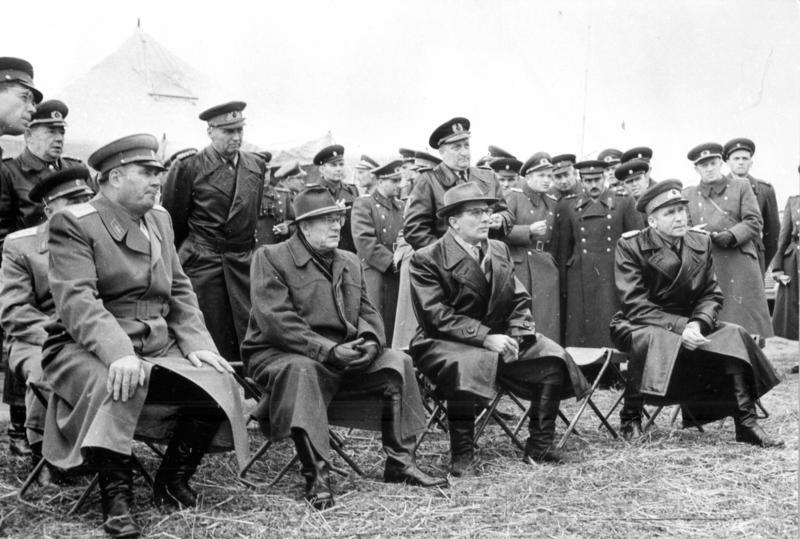
Während einer Übung der NVA im Süden der DDR v. l. n. r. sitzend: I. I. Jakubowski, Otto Grotewohl, Erich Honecker, Heinz Hoffmann

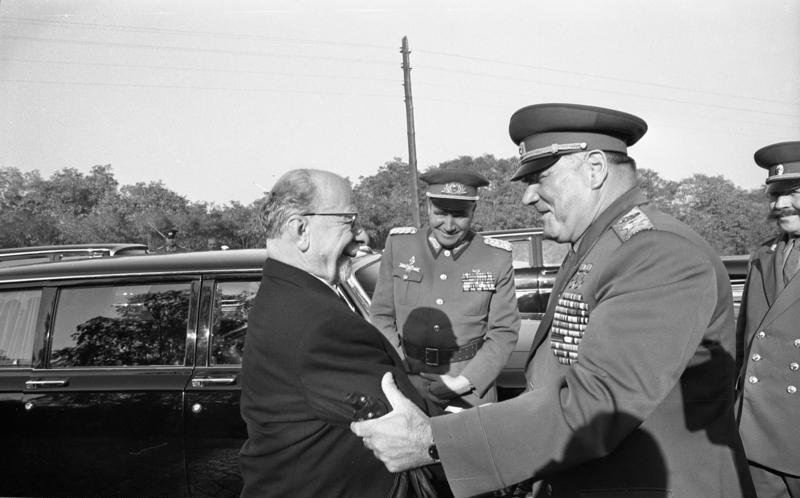
Manöverbesuch 1970 von Staatsratsvorsitzenden Walter Ulbricht im Gespräch mit Jakubowski

Jakubowski trat 1932 in die Rote Armee und 1937 in die KPdSU ein.
Er befehligte eine Panzerkompanie im Polenfeldzug der Roten Armee im September 1939 und im Sowjetisch-Finnischen Krieg von 1939/40.
Nach dem Einmarsch Nazideutschlands in die Sowjetunion im Juni 1941 wurde er Kommandeur eines Ausbildungspanzerbataillons der 26. Panzerdivision des 20. Mechanisierten Korps der Westfront. Teilnahme an Verteidigungskämpfen in Belarus, der Verteidigung von Minsk. Seit Ende 1941 war er Kommandeur eines Panzerbataillons, seit Januar 1942 stellvertretender Kommandeur der 121. Panzerbrigade der 57. Armee und seit März 1942  Kommandeur der 91. Panzerbrigade. Im Deutsch-Sowjetischen Krieg kam er an verschiedenen Frontabschnitten zum Einsatz u. a. in der Kesselschlacht bei Białystok und Minsk, der Schlacht um Moskau, der Schlacht bei Kursk und der Schlacht von Stalingrad.

## Auszeichnungen
Zweifacher Held der Sowjetunion (10. Januar 1944) (Verleihungsnummer 2093) (23. September 1944) (Verleihungsnummer 4657)
Held der ČSSR (28. April 1970)